# بارکلیز سنتر
بارکلیز سنتر (انگلیسی: Barclays Center) یک سالن ورزشی در شهر بروکلین، نیویورک، ایالات متحده آمریکا است.
این سالن در مارس ۲۰۱۲ شروه به ساخت و در ۲۱ سپتامبر ۲۰۱۲ به بهره‌برداری رسیده است، و در رویدادهایی همچون مسابقات بسکتبال، هاکی روی یخ، کشتی حرفه‌ای و کنسرت برگزار میشود.

## نگارخانه

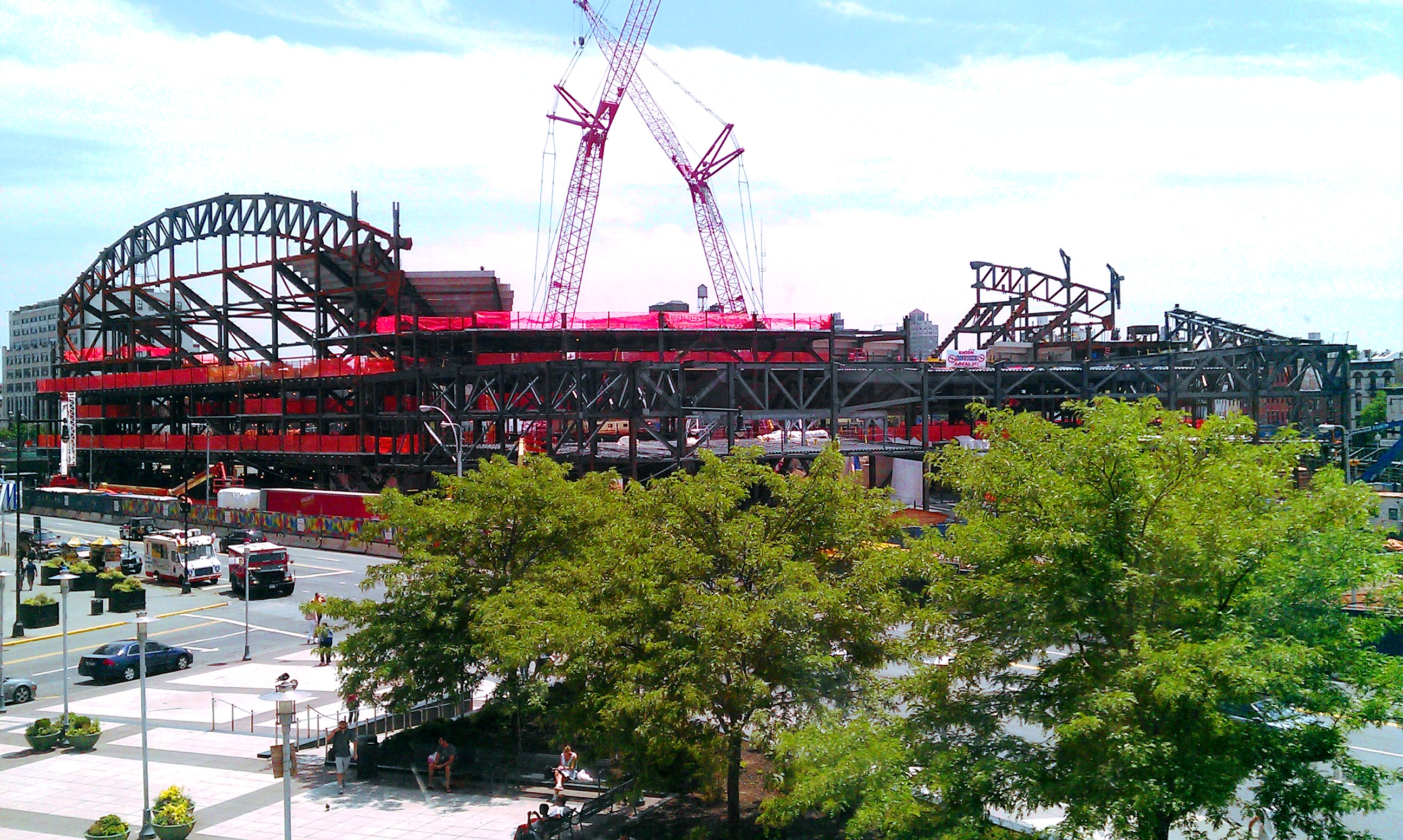
در حال ساخت - ۲۰۱۱
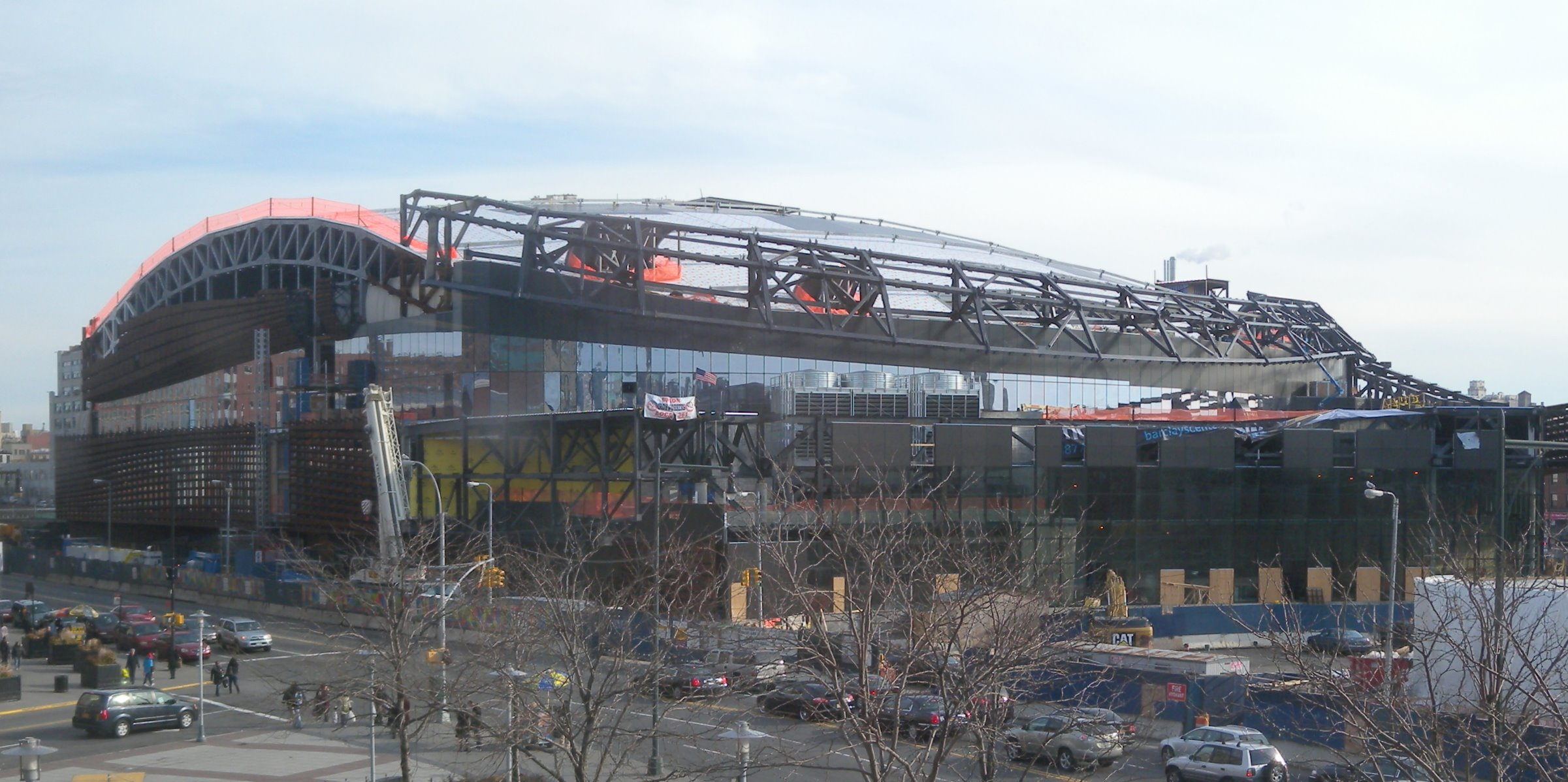
در حال ساخت ۲۰۱۲
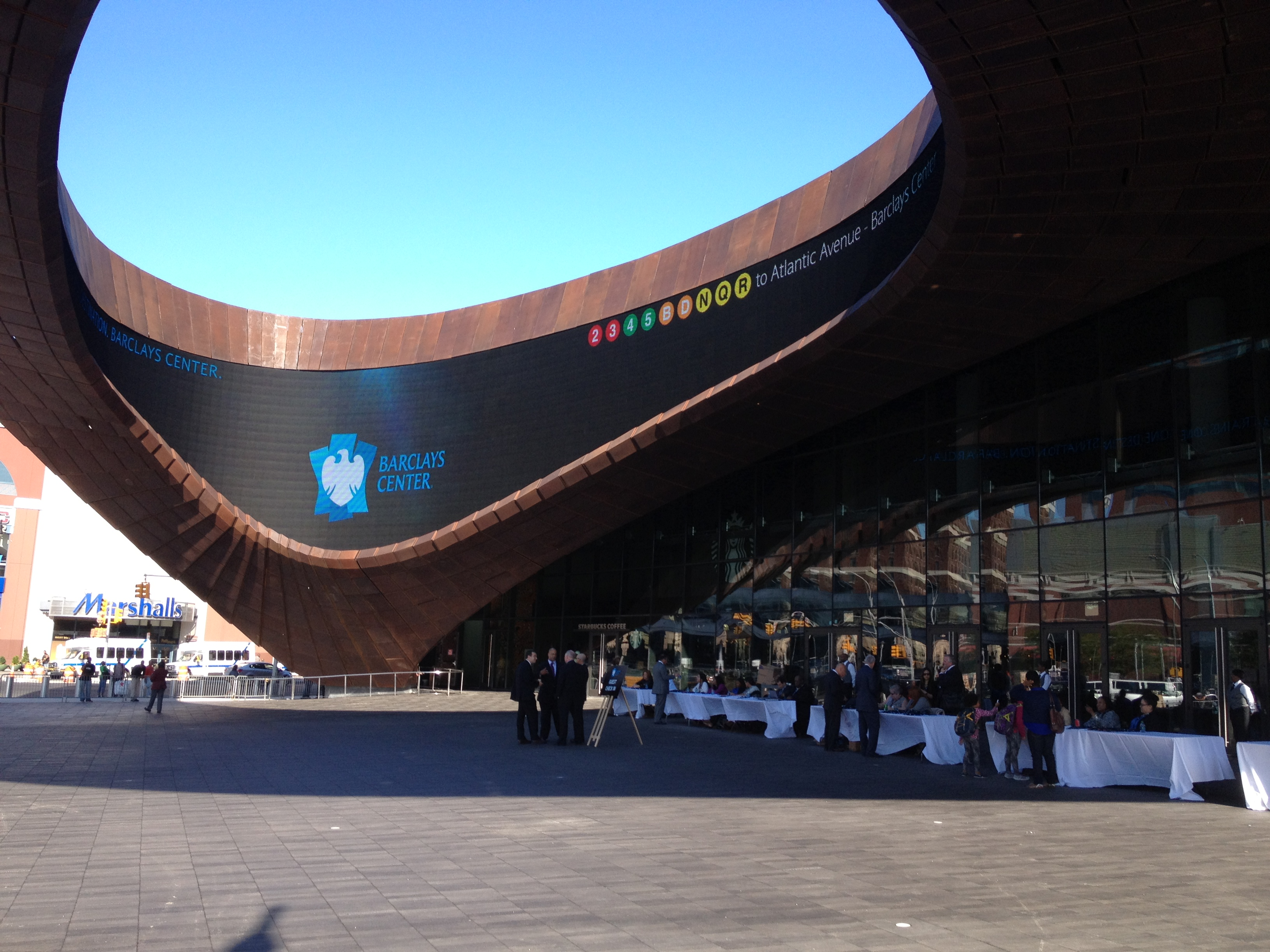
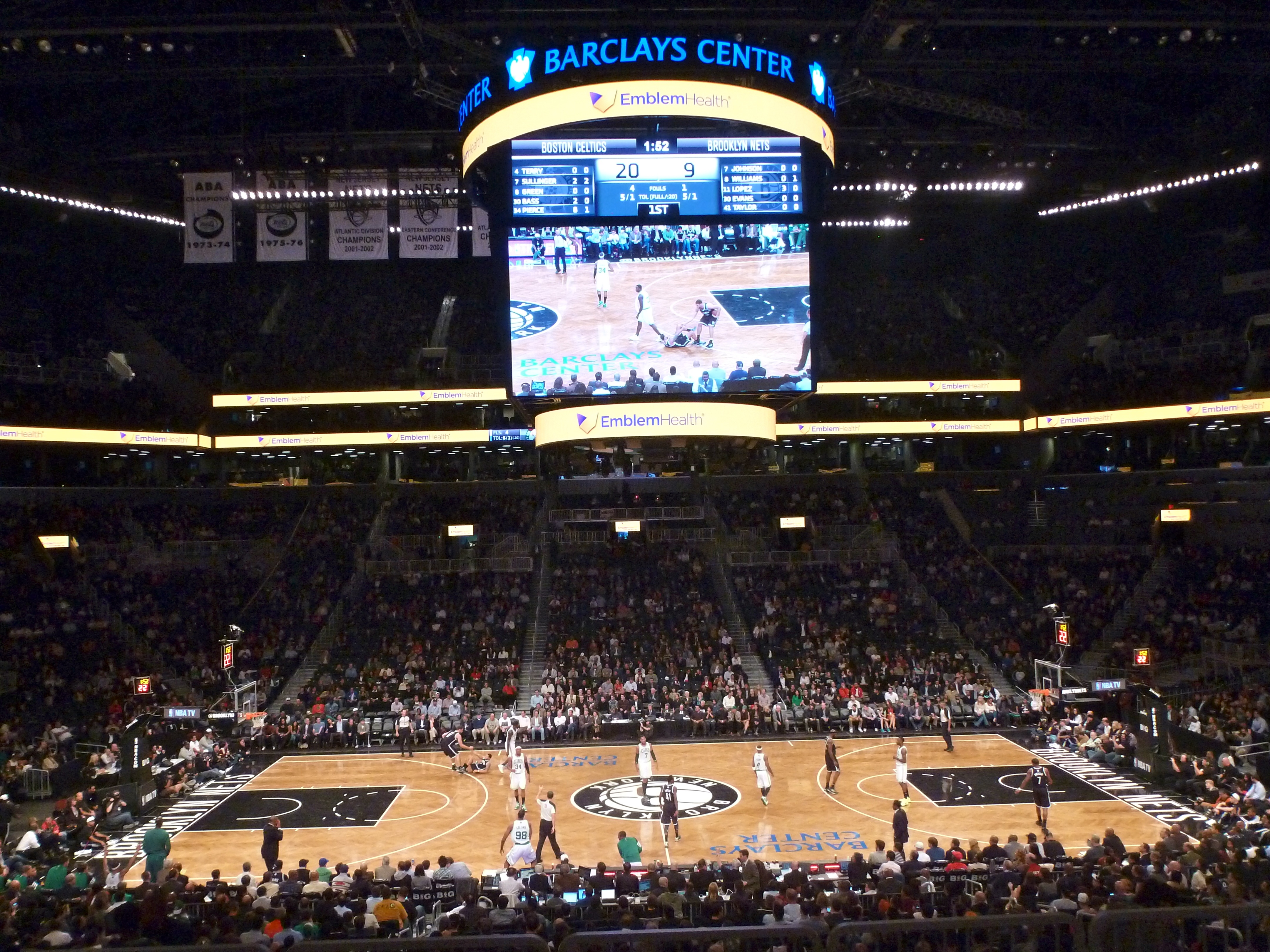
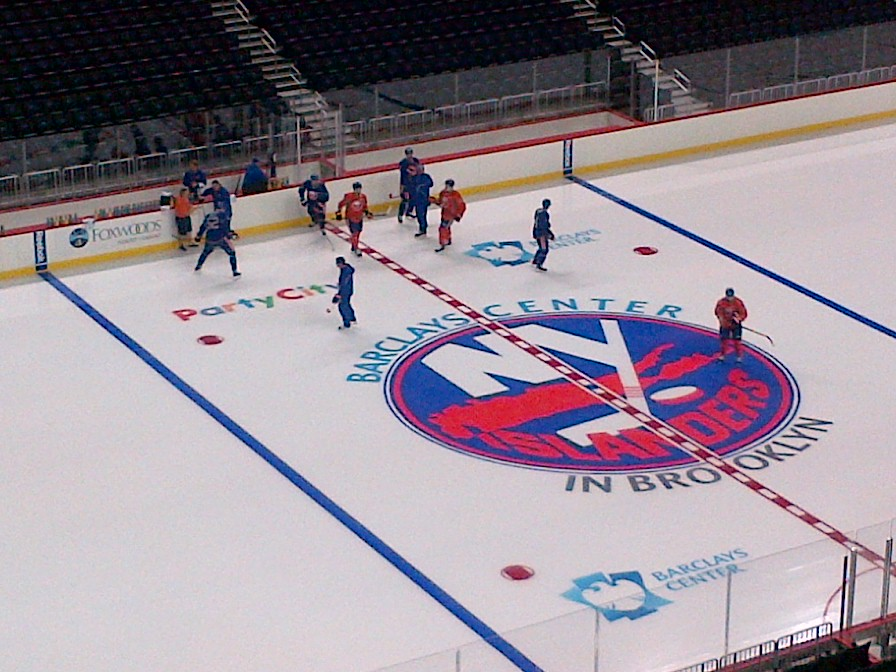